# Riccardia aspera
Riccardia aspera là một loài rêu trong họ Aneuraceae. Loài này được Stephani Grolle mô tả khoa học đầu tiên năm 1967.